# Actinostolidae
Famille
Les Actinostolidae sont une famille d'anémones de mer (ordre des Actiniaria).

## Liste des genres
Selon World Register of Marine Species (23 octobre 2015) :
- genre Actinoloba de Blainville, 1830
- genre Actinolobopsis Verrill, 1899
- genre Actinostola Verrill, 1883
- genre Alloactis Verrill, 1899
- genre Ammophilactis Verrill, 1899
- genre Antholoba Hertwig, 1882
- genre Anthosactis Danielssen, 1890
- genre Antiparactis Verrill, 1899
- genre Bathydactylus Carlgren, 1928
- genre Catadiomene Stephenson, 1920
- genre Cnidanthus Carlgren, 1927
- genre Cymbactis McMurrich, 1893
- genre Dysactis Milne Edwards, 1857
- genre Glandulactis Riemann-Zürneck, 1978
- genre Hadalanthus Carlgren, 1956
- genre Hormosoma Stephenson, 1918
- genre Isacmaea Ehrenberg, 1834
- genre Isoparactis Stephenson, 1920
- genre Kyathactis Danielssen, 1890
- genre Kylindrosactis Danielssen, 1890
- genre Ophiodiscus Hertwig, 1882
- genre Paranthus Andres, 1883
- genre Parasicyonis Carlgren, 1921
- genre Pseudoparactis Stephenson, 1920
- genre Pycnanthus McMurrich, 1893
- genre Sicyonis Hertwig, 1882
- genre Stomphia (Gosse, 1859)
- genre Synsicyonis Carlgren, 1921
- genre Tealidium Hertwig, 1882

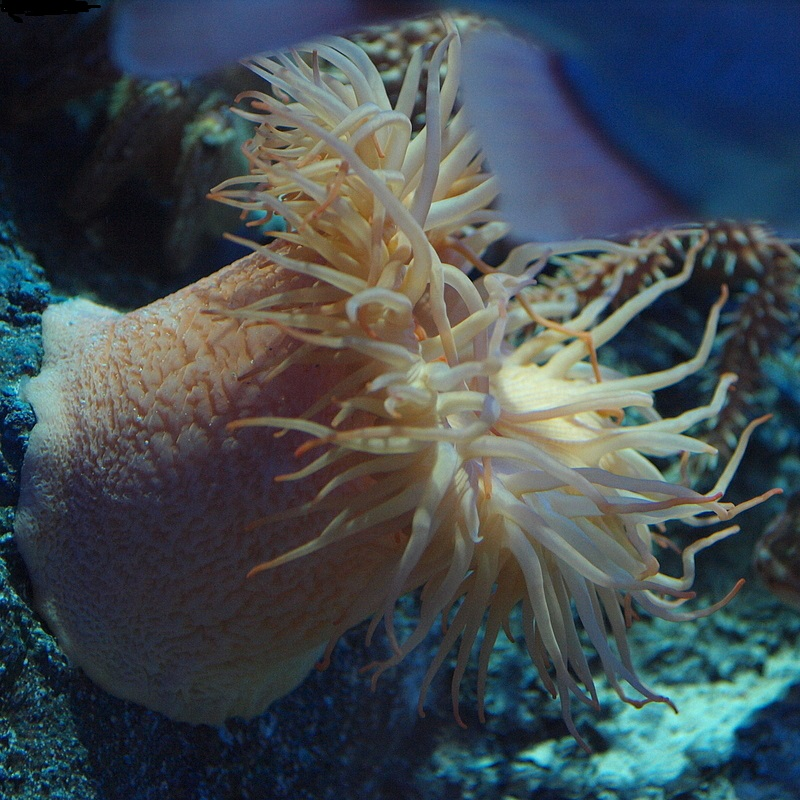
Actinostola callosa
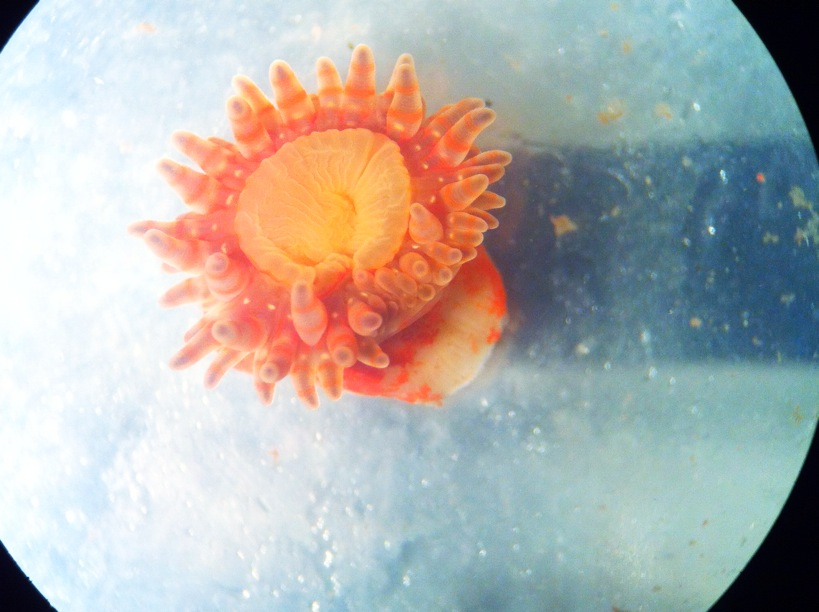
Stomphia coccinea